# Pink Martini
Pink Martini es una «pequeña orquesta» de Portland, Oregon, fundada en 1994 por el pianista Thomas M. Lauderdale. Pink Martini interpreta diferentes géneros musicales como la música latina, música lounge, música clásica o el jazz. Su música ha sido descrita muchas veces como «vintage», una definición que muestra el contenido, el estilo y la duración que inspiraron muchas de sus canciones.

## Historia
Originalmente, crecieron juntos en representaciones en Portland, Pink Martini realizó su debut europeo en el Festival de Cine de Cannes. Durante el 2003 el grupo hizo una gira que incluyó países como Francia, España, Portugal, Bélgica, Suiza, Mónaco, Grecia, Turquía, Perú, Taiwán, Líbano y los Estados Unidos, ofreciendo conciertos propios o como acompañante de otros grupos. Las letras de sus canciones están cantadas en diferentes idiomas: inglés, español, francés, italiano, portugués, japonés e incluso en árabe o griego moderno, en algunas ocasiones.
El primer álbum debut de Pink Martini, Sympathique, fue producido por el propio sello del grupo, Heinz Records, en 1997, del cual se han vendido más de 1 300 000 copias por todo el mundo. La canción con el mismo nombre se presentó en el CD «World Lounge» Putumayo World Music.
En octubre de 2004, el grupo grabó su segundo álbum Hang on Little Tomato. Durante el periodo que va de su primer a su segundo disco, el cantante Pepe Raphael dejó el grupo para concentrarse en su segundo grupo, Pepe and the Bottle Blondes. La cantante principal China Forbes continuó escribiendo canciones con Lauderdale, ayudando a la banda a tomar una dirección más original.
Las canciones de Pink Martini han aparecido en diversas películas como En carne viva (In the Cat), Persiguiendo a Betty (Nurse Betty), Josie y las Melódicas (Josie and the Pussycats), Tortilla Soup, Shanghai Kiss y El Sr. y la Sra. Smith (Mr. & Mrs. Smith), y han sido usadas igualmente en series de televisión Tan muertos como yo (Dead Like Me), Los Soprano (The Sopranos) y El ala oeste (The West Wing), ⁣Sherlock (BBC serie) 3 temporada, 1 episodio, entre otros.[cita requerida] La canción «No hay problema» está incluida como música de fondo para Windows Server 2003 de Microsoft, así como en Windows Longhorn, ahora conocido como Windows Vista.[cita requerida]
Durante la noche de Año Nuevo del año 2005, Pink Martini actuó en vivo en el Arlene Schnitzer Concert Hall en Portland, Oregón. Su actuación se retransmitió en vivo en el Toast of the Nation del National Public Radio, y fue grabado para un directo en DVD y posteriormente retransmitido durante la emisión pública americana US public broadcasting y para la televisión francesa.[cita requerida]
Debido a la cantidad de miembros de la banda, Pink Martini tiene dificultades para encontrar locales adecuados donde tocar en ciertas ciudades.
Gracias a la ayuda de un amigo, Norman Leyden, empezaron sus representaciones tocando con algunas orquestas por todo EE. UU., mientras crecían sus fanes. El 1 de junio de 2007, la banda apareció durante el programa musical de televisión Later with Jools Holland del canal BBC Two. A mediados de septiembre de 2007, el grupo fue al Hollywood Bowl para realizar tres actuaciones que incluyeron a los artistas invitados Carol Channing y Henri Salvador.
El 14 de junio de 2007, Pink Martini actuó en el Late Show with David Letterman, interpretando Hey Eugene.

## Personal
- Thomas M. Lauderdale — piano
- Storm Large - voz (sust. China Forbes)
- China Forbes — voz
- Robert Taylor — trombón
- Gavin Bondy — trompeta
- Doug Smith — percusión
- Brian Lavern Davis — congas, tambores y percusión
- Derek Rieth — percusión
- Martín Zarzar — tambores
- Phil Baker — contrabajo
- Timothy Nishimoto — voz y percusión
- Maureen Love — arpa

### Miembros en la gira
- Pansy Chang — violonchelo
- Dan Faehnle — guitarra
- Claude Giron — violonchelo
- Brant Taylor — violonchelo
- Nicholas Crosa — violín
- Marie-Ange Etourneau - voz
- Edna Vazquez — Voz y Guitarra

## Discografía
- Sympathique (1997)
- Hang on Little Tomato (2004)
- Hey Eugene! (2007)
- Discover The World: Live In Concert (2009) [DVD]
- Splendor in the Grass (2009)
- Joy to the World (2010)
- A Retrospective (2011)
- 1969 (dueto junto a Saori Yuki) (2011)
- Get Happy (2013)
- Dream a Little Dream (2014)
- Je Dis Oui! (2016)
- Non Ouais! The French Songs of (2018)